# Untermeidling
Untermeidling ist ein Bezirksteil des 12. Wiener Gemeindebezirks Meidling. Im 19. Jahrhundert bildete Untermeidling eine selbstständige Gemeinde.

## Geographie
Untermeidling befindet sich südlich des Wienflusses im Nordosten des Gemeindebezirks. Im Nordosten grenzt Untermeidling an den Bezirksteil Gaudenzdorf, im Süden an den Bezirksteil Altmannsdorf und im Westen an den Bezirksteil Obermeidling. 

## Geschichte

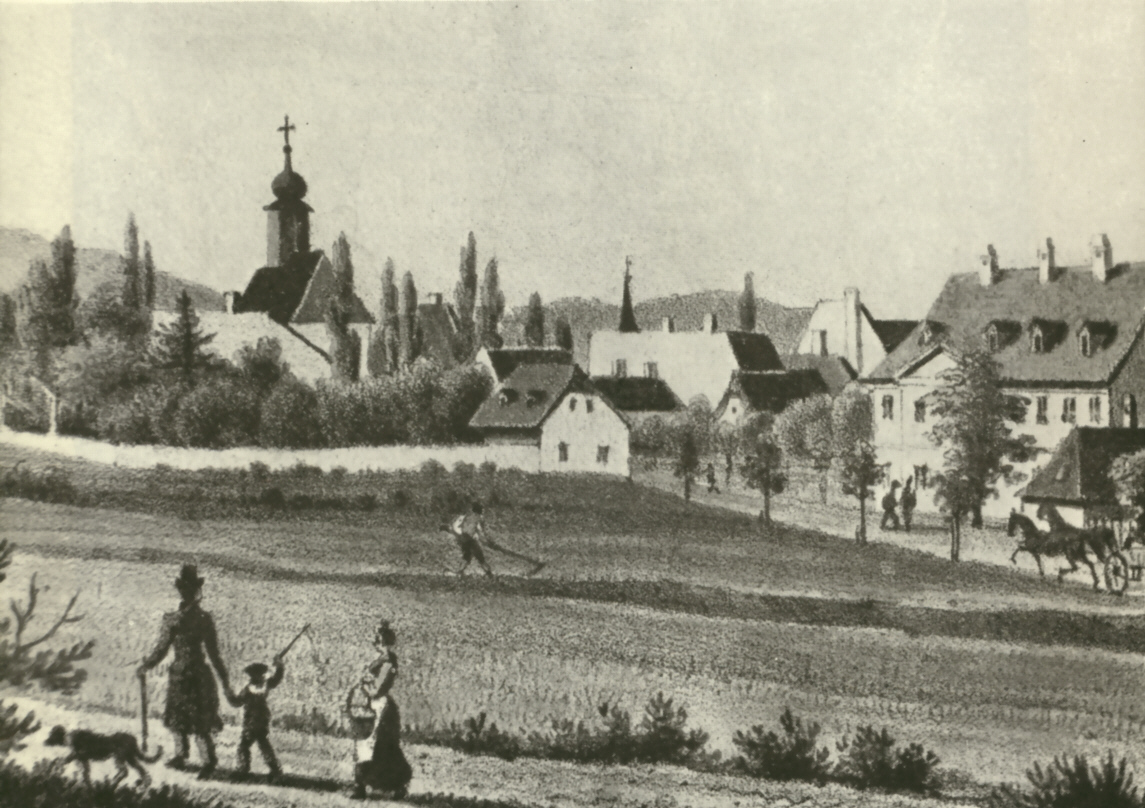
Untermeidling um 1830

1806 wurde der Wiener Vorort Meidling in Obermeidling und Untermeidling geteilt. Entsprechende Pläne bestanden bereits seit 1784. Das historische Zentrum Meidlings – gelegen an der Meidlinger Hauptstraße zwischen Lobkowitzbrücke und Tivoligasse – verblieb dabei bei Untermeidling. Gaudenzdorf wurde 1819 als eigene Gemeinde aus Untermeidling herausgelöst. 1846 folgte Wilhelmsdorf, das jedoch 1850 auf Grund mangelnder Finanzkraft wieder Untermeidling angeschlossen wurde.
Untermeidling entwickelte sich zu einer beliebten Sommerfrische der Wiener Bevölkerung, wozu die schwefelhaltigen Quellen des wiedereröffneten Theresienbads und das 1819 gegründete Pfannsche Kurbad beitrugen. Parallel dazu stieg die Bevölkerungszahl der Gemeinde. Zwischen 1857 und 1875 wurde das Gebiet zwischen Meidlinger Hauptstraße und Aßmayergasse verbaut. Der heutige Meidlinger Friedhof, angelegt als gemeinsamer Friedhof der Gemeinden Untermeidling, Obermeidling und Gaudenzdorf, besteht seit 1862. Im Jahr 1874 erwarb Untermeidling die Meidlinger Hofküchenwasserleitung, die zuvor das Schloss Schönbrunn mit Wasser versorgt hatte. Von wirtschaftlicher Bedeutung für die Gemeinde war außerdem das von 1888 bis 1953 bestehende Schlachthaus Meidling. 1890/1892 wurde Untermeidling zu Wien eingemeindet und gehört seitdem zum 12. Wiener Gemeindebezirk Meidling.
Im Süden des Bezirksteils erinnert die 1905 so benannte Unter-Meidlinger Straße an den Ort.

## Persönlichkeiten
- Franz Xaver Schweickhardt: Darstellung des Erzherzogthums Österreich unter der Ens, durch umfassende Beschreibung aller Burgen, Schlösser, Herrschaften, Städte, Märkte, Dörfer, Rotten etc. etc., topographisch-statistisch-genealogisch-historisch bearbeitet und nach den bestehenden vier Kreis-Vierteln [alphabetisch] gereiht. [Teil:] Viertel unterm Wienerwald. 7 von 34 Bänden. 3. Band: Klosterthal bis Neunkirchen. Mechitaristen, Wien 1831, S. 249 (Meidling (Ober- und Unter-) – Internet Archive).
- Joseph Selleny (1824–1875), Landschaftsmaler, Aquarellist, Zeichner und Lithograf